# Arábia Saudita nos Jogos Olímpicos
A Arábia Saudita competiu em 8 edições dos Jogos Olímpicos de Verão. Sua primeira aparição foi nas Olimpíadas de 1972 em Munique, Alemanha Ocidental. Eles nunca competiram nos Jogos Olímpicos de Inverno. Pelas leis sauditas, nenhuma mulher pode competir nos Jogos Olímpicos. Todavia, o COI tem pressionado continuamente o Comitê Olímpico da Arábia Saudita a enviar atletas femininas aos Jogos Olímpicos de Verão de 2012.

## Medalhistas
| Medalha | Nome            | Jogos       | Esporte   | Evento             |
| ------- | --------------- | ----------- | --------- | ------------------ |
| Prata   | Hadi Al Somayli | 2000 Sydney | Atletismo | 400m com Barreiras |
| Bronze  | Khaled Al Eid   | 2000 Sydney | Hipismo   | Saltos Individual  |